# Пірати XX століття
«Пірати XX століття» (рос. «Пираты XX века») — радянський фільм 1979 року режисера Бориса Дурова. Багато кінокритиків називають його "першим радянським кінобойовиком; також у ньому вперше в радянському кінематографі були чітко продемонстровані прийоми карате. Прем'єра відбулася в кінотеатрах 14 липня 1980 року. Лідер прокату 1980 року — його подивилися близько 90 млн глядачів, а до 1990 року число тих, що подивилися фільм, досягло майже 120 мільйонів. Таким чином, фільм став найкасовішим (за відвідуваністю) за всю історію радянського і російського кінопрокату.

## Сюжет
В основі цього пригодницького фільму — реальна історія. Радянське суховантажне судно перевозило великий вантаж опіуму для фармакологічної промисловості. Сучасні пірати, що полювали за цінним вантажем, підступно заволоділи судном і екіпажем. Щоб не залишилося свідків цього розбійного нападу, пірати спробували знищити всю команду судна. В океанських просторах розігралася напружена боротьба між жменькою радянських моряків і сучасними розбійниками, що не знають пощади.

## У ролях
- Микола Єременко — старший механік Сергій Сергійович «Дід»
- Петро Вельямінов — капітан суховантажу «Ніжин» Іван Ілліч
- Талгат Нігматулін — пірат Салех
- Рейно Арен — капітан піратів (озвучування Володимир Сошальський)
- Дилором Камбарова — остров'янка Маа
- Наталія Хорохоріна — суднова буфетниця Маша
- Майя Егліте — судновий бібліотекар Айна
- Тадеуш Касьянов — боцман Матвеїч
- Павло Ремезов — судновий лікар
- Віктор Жиганов — матрос Ігор Михайлович Стеценко
- Віктор Гордєєв — Юра Мікоша
- Георгій Мартиросян — Георгій Клюєв
- Леонід Трутнєв — радист
- Нартай Бегалін — пірат-кулеметник
- Лактемір Дзтієв — пірат
- Володимир Епископосян — бородатий пірат
- Ігор Класс — пірат Йоахім Іоганес Швейгерт
- Бімболат Кумалагов — пірат
- Геннадій Четвериков — пірат Хаді
- Олександр Безпалий — старший помічник
- Ігор Кашинцев — представник західної фірми, інформатор піратів
- Володимир Смирнов — помполіт

## Знімальна група
- Режисер — Борис Дуров
- Сценаристи — Станіслав Говорухін, Борис Дуров
- Оператор — Олександр Рибін
- Композитор — Євген Геворгян
- Художник — Борис Комяков